# Columella

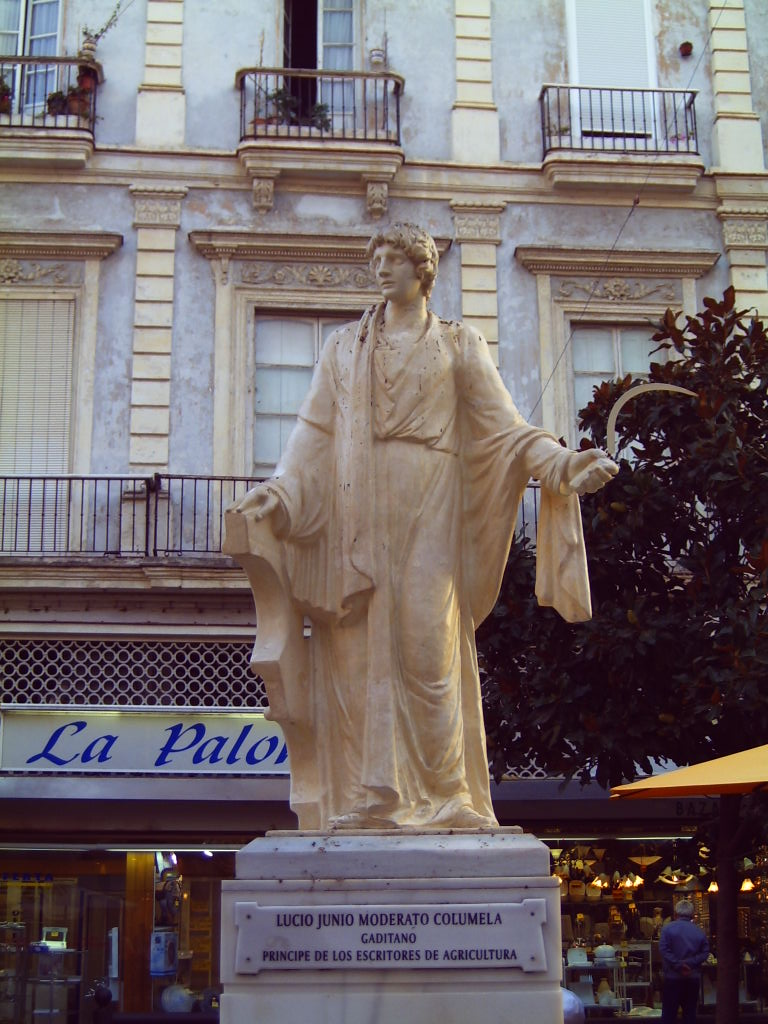
Współczesny pomnik Columelli w Kadyksie, z uwidocznionymi atrybutami rolnictwa: sierpem i wolim jarzmem

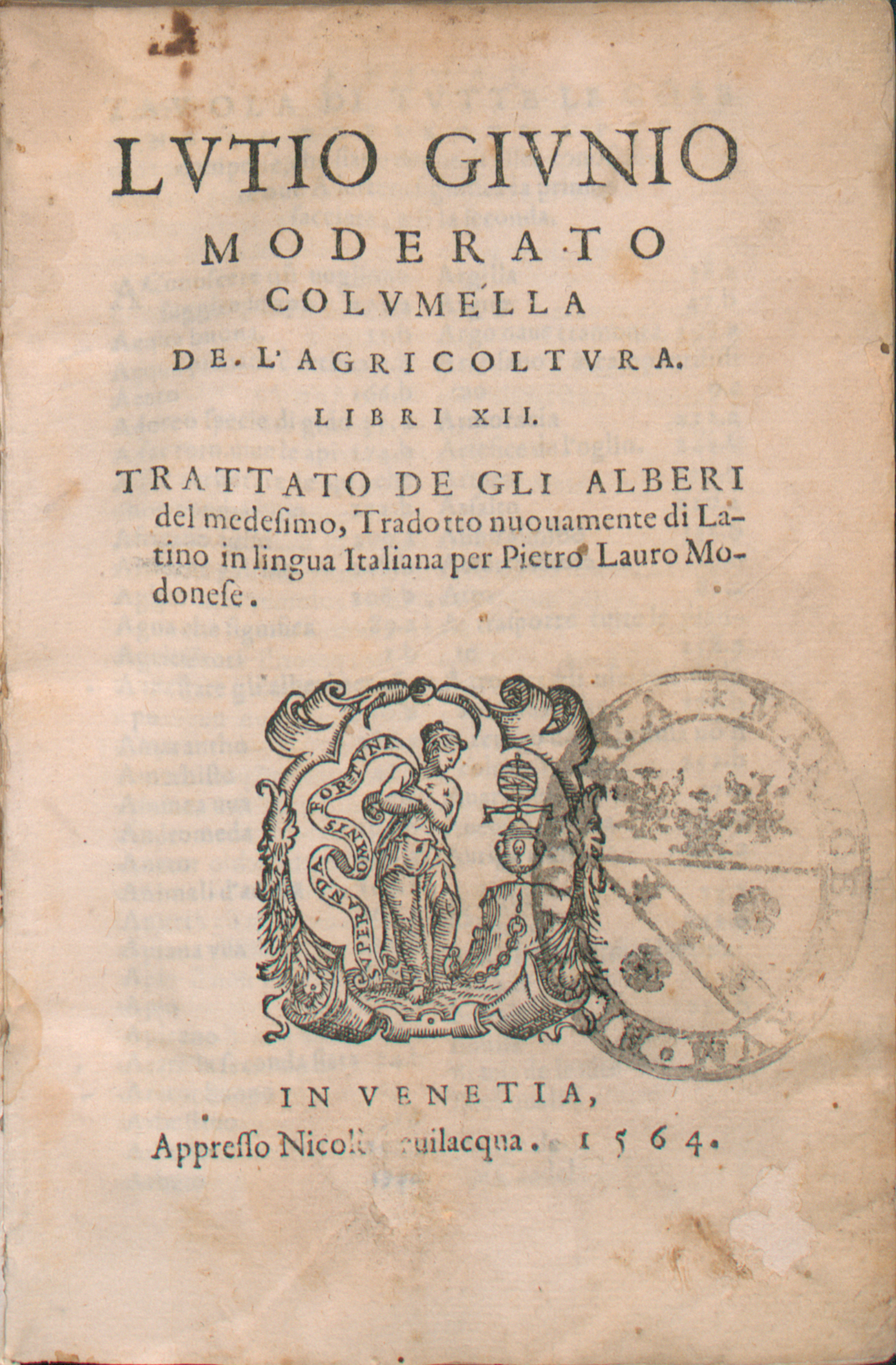
Weneckie wydanie De re rustica z 1564 roku

Lucjusz Kolumella, Lucius Iunius Moderatus Columella (ur. ok. 4 r. n.e. w Gades, zm. ok. 70 n.e. w Tarentum) – rzymski autor pism poświęconych agrotechnice. 
Po zakończeniu kariery w wojsku (był trybunem w Syrii w 35 n.e. i Cylicji), zajął się w swym italskim majątku uprawą roli i hodowlą zwierząt. Jego zajmujący się rolnictwem stryj Marek Kolumella m.in. prowadził eksperymenty z rozmnażaniem owiec, krzyżując ubarwione dzikie barany (sprowadzone z Afryki do pokazów cyrkowych) z owcami domowymi, co zapewne wpłynęło na późniejsze zainteresowania młodego Kolumelli. Opisywane w De re rustica majątki Kolumelli: Ardea, Carseoli i Alba, położone były w Italii. 
Jego dwunastoczęściowe dzieło De re rustica (właściwie Rei rusticae libri duodecim) przetrwało w całości do naszych czasów i pozostaje najważniejszym źródłem wiedzy o rzymskiej agrotechnice wraz z dziełami Katona Starszego oraz Warrona, których Kolumella niekiedy cytował. Zachowała się też jego mniejsza praca poświęcona drzewom (Liber de arboribus). Poza tym, że autor często korzystał z własnego doświadczenia, czerpał także z pism innych autorów: Korneliusza Celsusa, Kartagińczyka Magona, Tremeliusza Skrofy oraz wielu źródeł greckich. 
Traktat ma charakter fachowego poradnika dla niejakiego Publiusa Silvinusa i w jego księgach omówiono następujące problemy dotyczące rolnictwa i prowadzenia majątku ziemskiego:
- uprawa ziemi: gleby i ogólne warunki upraw
- uprawa winorośli i prowadzenie winnic
- sadownictwo i zbiory owoców
- uprawa i produkcja oliwek
- hodowla inwentarza (większe zwierzęta): bydło, konie, muły
- inwentarz żywy (mniejsze zwierzęta): osły, owce, kozy, świnie, psy
- inwentarz (ryby i ptactwo): kurczęta, gołębie, drozdy, pawie, kury numidyjskie, perliczki, gęsi, kaczki, stawy rybne
- zwierzęta dzikie: zagrody dla nich; pszczelarstwo (ule, produkcja wosku i miodu)
- ogrodnictwo
- zarządzanie służbą i pracownikami
- kalendarze rolnicze
- prowadzenie domu/gospodarstwa

Inni znani rzymscy autorzy dzieł agrotechnicznych to m.in. Palladiusz i Wegecjusz. Historia naturalna Pliniusza Starszego także zawiera informacje na ten temat, podobnie jak niektóre części dzieła Witruwiusza (De architectura) oraz pisma Hyginusa (De agricultura, De apibus). 
Ponadto w edykcie Dioklecjana zawarto ceny produktów rolnych z okresu późnego cesarstwa (druga połowa III/początek IV wieku n.e.). Bizantyjski zbiór Geoponika stanowi kompendium zawierające wiadomości z wcześniejszych dzieł autorów greckich i rzymskich.